# غيونغسن وانغهو
الملكة باك غيونغسُن (بالهانغل: 경순왕후 박씨، وبالهانجا: 敬順王后 朴氏) هي زوجة الملك دوجو ملك مملكة جوسون والذي حصل على اللقب بعد وفاته.

## حياتها
الملكة هي ابنة أنبيون بوونغن (안변부원군)، وتزوجت من إي تشُن وحصلا لاحقاً على لقبي الملك والملكة. أنجبت الملكة خمسة أبناء وثلاث بنات. توفيت الملكة بعد ولادتها للأمير وانسونغ الكبير (완성대군). عندما أسس إي سونغ غي سلالة جوسون منحها لقب غيونغبي (경비 - 敬妃) وفي عهد الملك تايجونغ منحت لقبها الحالي الملكة غيونغسن (경순왕후).

## العائلة
- الزوج: الملك دوجو.
- الأبناء :
  - الأمير وانتشانغ الكبير (완창대군 - 完昌大君)، واسمه إي جا هُنغ (이자흥 - 李子興).
  - الملك هوانجو (환조왕 - 桓祖大王).
  - الأمير وانوون الكبير (완원대군 - 完原大君)، واسمه إي جا سون (이자선 - 李子宣).
  - الأمير وانتشون الكبير (완천대군 - 完川大君)، واسمه إي بيونغ (이평 - 李平).
  - الأمير وانسونغ الكبير (완성대군 - 完城大君)، واسمه إي جونغ (이종 - 李宗).
  - الأميرة منهي (문혜공주 - 文惠公主).
  - الأميرة منسك (문숙공주 - 文淑公主).
  - الأميرة موني (문의공주 - 文懿公主).